# Acanthochitona penetrans
Acanthochitona penetrans är en blötdjursart som beskrevs av Winckworth 1933. Acanthochitona penetrans ingår i släktet Acanthochitona och familjen Acanthochitonidae. Inga underarter finns listade i Catalogue of Life.